# Lemo

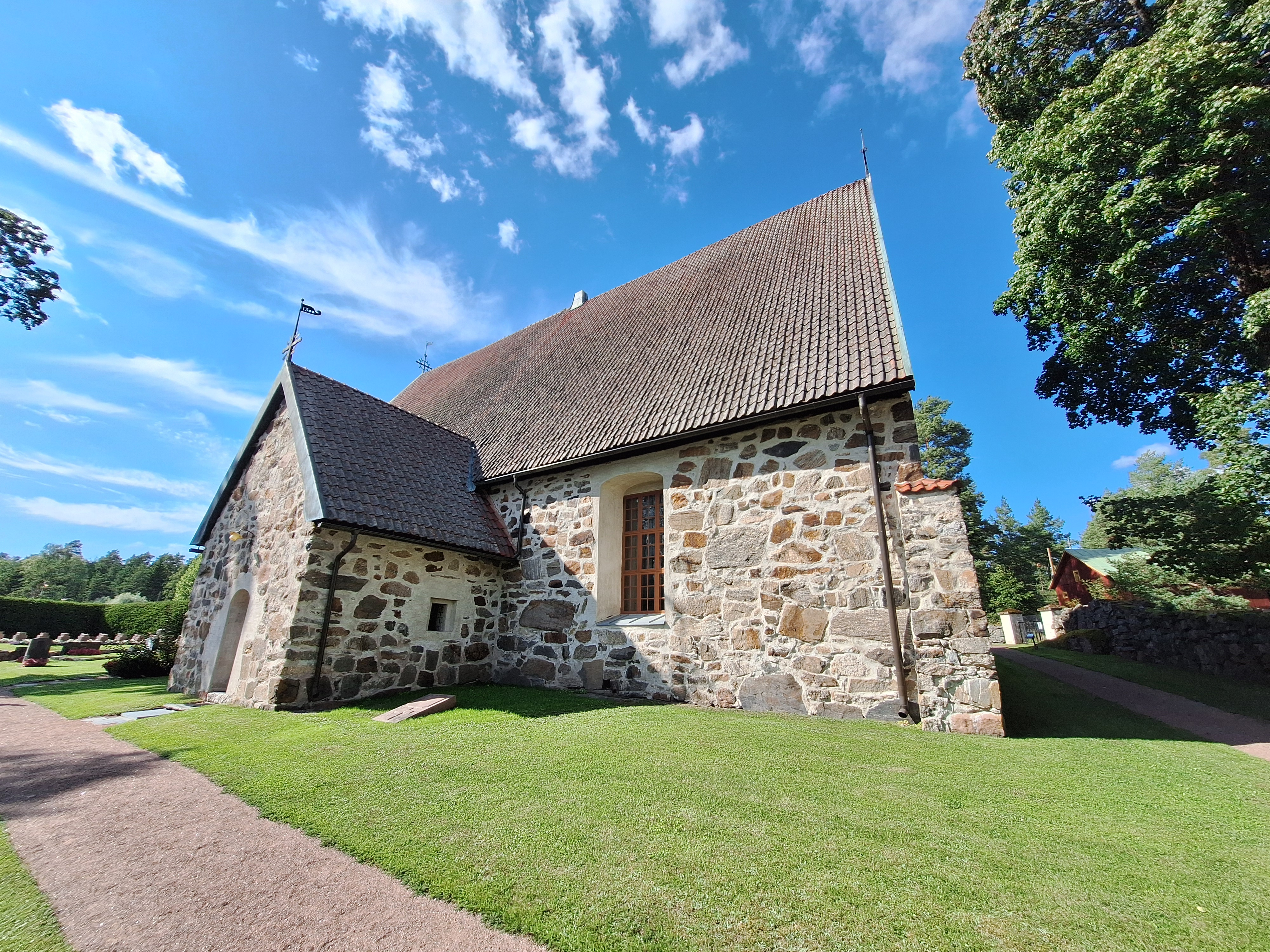
S:t Olofs kyrka i Lemo

Lemo (finska: Lemu) är en före detta kommun i landskapet Egentliga Finland, Finland. Lemo hade 1 819 invånare (2008) och har en yta på 55,81 km². Kommunen var enspråkigt finskt. Den 1 januari 2009 slogs Villnäs och Lemo ihop med Masko kommun. 
Innan kommunsammanslagningen var Lemos grannkommuner Masko, Mietois, Nousis och Villnäs.

## Geografi

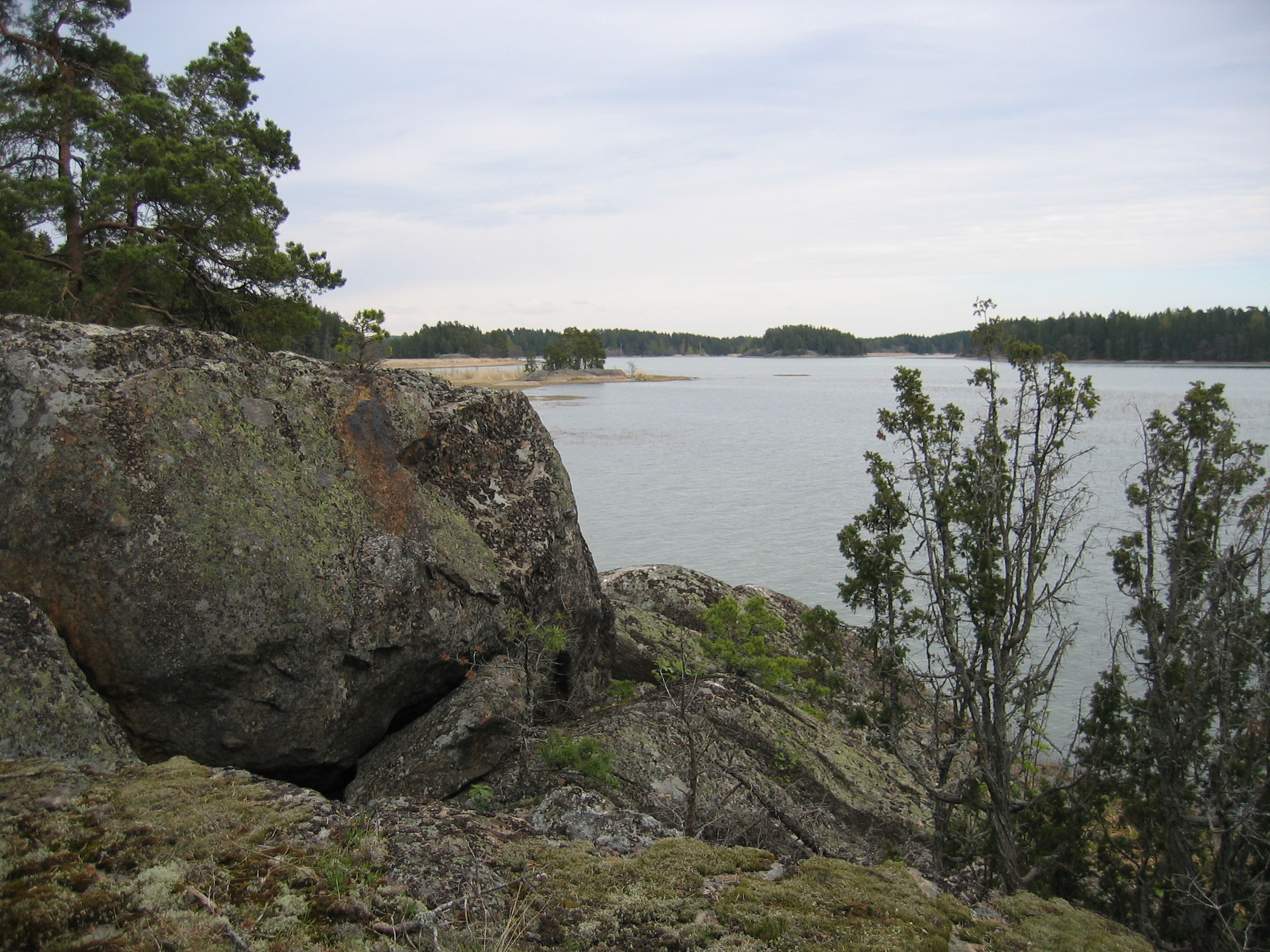
Vyn från Aitsaari

En stor del av kommunens yta består av odlingsmark, uppsplittrad av skogsdungar i olika storlekar. Särskilt landhöjningskusterna vid havet har tagits i effektivt bruk för jordbruk. Vid kommunens södra gräns rinner Hirvijoki, som mynnar ut i havsviken Halkkoaukko. Dess största biflöden är Vähäjoki och Kuuvajoki. I norra delen av Lemo ligger den lilla, delvis igenväxta Mannerjärvi, som är den enda insjön inom det tidigare kommunområdet. Lemos havsområde omfattar även flera små öar, varav många har låga och vassbevuxna stränder. På grund av landhöjningen håller dock de flesta av dem på att växa samman med fastlandet eller med varandra.
Lemos viktigaste naturområde är fågelvattnet Oukkulanlahti. Det är ett cirka 900 hektar stort Natura 2000-område som ingår i Forststyrelsens våtmarksprogram (Kosteikko-Life). Förutom Oukkulanlahti omfattar området även vattenområdena Halkkoaukko och Rukanaukko. År 2004 byggdes ett fågeltorn vid Kaidanpää udde, med en naturstig som leder dit. Därtill finns flera naturskyddade ekskogar i de vidsträckta åkerlandskapen i Lemos södra delar. Dessa ekskogar, som täcker sammanlagt 26 hektar och ingår i Natura 2000-nätverket, är de sista resterna av områdets lundskogar.

### Byar
Heikkinen, Helala, Hievuis (finska: Hievunen), Iso-Vallunen, Järäis (finska: Järäinen), Kaitainen, Kaivonen, Kallela, Kovala, Kuneninen, Leppävainio Mannerjärvi, Maskulainen, Mattila, Miiainen, Monnois (finska: Monnoinen), Niittukartano, Nikkarla, Nynäs (finska: Nyynäinen), Oukkula, Prästgården (finska: Pappila), Peinikkala, Pennis (finska: Penninen, finns inte längre), Raukunen, Seijainen, Seppälä, Taloinen, Tenhola, Toijola, Torttila, Tuhkala, Valpperi, Vastila, Verainen, Vipinen, Vitikainen, Vähä-Vallunen, Yllikäinen

## Historia

### Fornhistoria
Lemos område steg över havsytan relativt sent till följd av landhöjningen. Ännu under den senare delen av stenåldern, omkring år 1300 F.v.t., var hela socknens område en skärgård. Trots detta fanns det bosättning i det gamla kommunområdet redan under stenåldern. Vid fornminnesinventeringar har man, förutom föremål från olika tidsperioder, hittat tre stenåldersboplatser samt en järnåldersgravplats i byn Miiais och Kuuvanvuori fornborg från järnåldern. Historiska lämningar som dokumenterats vid inventeringarna inkluderar flera vall- och murkonstruktioner samt tre hällristningar.

### Medeltiden
Den första skriftliga omnämningen av Lemo som socken härstammar från medeltiden, från år 1380, då det nämns att området tillhörde Nousis S:t Maria församling. Vid den tiden hade de flesta av Lemus byar redan uppstått, och de äldsta har daterats till 1200-talet. Det antas att Lemo församling blev självständig från Nousis redan före år 1404 och bildade en egen administrativ och kyrklig enhet. Även Villnäs var länge en del av Lemo socken. Villnäs kapellförsamling nämns som en del av Lemo första gången år 1592, men den är troligen äldre än så.
Lemo kyrka är en medeltida gråstenskyrka helgad S:t Olof. Av medeltida herrgårdar omnämns Monnois vars stenhus har byggts i slutet av 1500-talet av Anna Hogenskild eller Hogenskild Bielke. Även Nynäs gård, vars stenhus brann ned 1527, ägdes av Hogenskild Bielke men var senare en del av  ett friherreskap under Axel Oxenstierna.

### 1600-1700-talen
Den kraftiga befolkningsökningen under medeltiden följdes av en lång period av nedgång. Hög beskattning, krigen mot Ryssland och missväxtår minskade födelsetalen och ökade dödligheten. Många gårdar blev oförmögna att betala skatt eller ödelades. I början av Stora ofreden på 1700-talet fanns endast omkring 50 gårdar kvar, jämfört med över 70 på 1540-talet.

### 1800-1900-talen
Lemo kommun grundades officiellt år 1869. Församlingar i Lemo och Villnäs fungerade som självständiga enheter mellan 1910 och 1959, men slogs samman igen år 1960 till Lemo-Villnäs församling.

## Etymologi
Det finns ingen säker förklaring till kommunens namn. Den vanligaste teorin är att namnet Lemo eller Lemu härstammar från Lemunlahti, den vik vid vars strand kommunen ligger. Enligt denna teori hette viken ursprungligen Lemoviken, vilket i den lokala finska dialekten skulle ha syftat på en grund, förmultnande och gyttjig vik samt dess karakteristiska lukt, alltså "lemu" (stank). Senare skulle vikens namn ha förkortats och gett upphov till sockennamnet.

## Kultur

### Sevärdheter
Bland kultursevärdheterna är de främsta den medeltida S:t Olofs gråstenskyrka från 1450-talet och hembygdsmuseet Kemppis stuga (finska: Kemppien tupa), beläget i ett gammalt sockenmagasin intill kyrkan. Lemo sockenmagasin byggdes 1887.

### Evenemang
De viktigaste årliga evenemang i Lemo är sensommarens "Lemust' leippä"-marknad, där endast lokala producenter och föreningar säljer sina varor. Fram till 2000-talet kallades marknaden för Olofsmarknaden efter kyrkans skyddshelgon. Det nuvarande namnet syftar på det traditionella lokala festbrödet "Lemun leipä"-limpan, som också säljs på marknaden.

### Idrott
Lemo har en egen idrottsförening, Lemun Visa. 

### Finska dialekten
Den lokala finska dialekten i Lemo baseras på den norra sydvästfinska dialekten och tillhör Masku-undergruppen inom den norra gruppen av sydvästfinska mål.